# Gerard van Grieken
 Adrianus Gerardus van Grieken (Den Haag, 26 juni 1935 - Axel, 9 januari 2010) was een Nederlands beeldend kunstenaar.
Van Grieken was vooral bekend in en rond de regio Breskens in Zeeuws-Vlaanderen door zijn beeldende kunst, geïnspireerd op Breskens en omgeving. Bekende Breskense objecten als de vuurtoren, de boot en de haven maar ook Scheldezichten heeft Van Grieken vereeuwigd in schilderijen, aquarellen en (olieverf)tekeningen.
Van Grieken baatte een elektriciteitswinkel uit in Breskens. Dit werd later een souvenirwinkel annex het VVV-kantoor, waarvoor hij actief was als secretaris.
Van Grieken was in de jaren tachtig een van de initiatiefnemers van de kunstkring Breskens.